# Kirill Kombarov
Kirill Vladimirovitsj Kombarov (Russisch: Кирилл Владимирович Комбаров) (Moskou, 22 januari 1987) is een Russisch voetballer die net als zijn tweelingbroer Dmitri uitkomt voor Spartak Moskou. Hij wordt zowel als rechtsmidden als rechtsback uitgespeeld.

## Clubcarrière
Kirill Kombarov begon op vierjarige leeftijd met voetballen. In 1993 sloot hij zich samen met zijn tweelingbroer Dmitri aan bij Spartak Moskou. In 2001 verlieten ze de club voor Dinamo Moskou na een conflict met de jeugdcoaches. Hij maakte zijn profdebuut op 20 september 2006 in de beker tegen Lokomotiv Nizjni Novgorod. In augustus 2010 keerden Kirill en Dmitri terug naar Spartak Moskou. Tijdens het seizoen 2014/15 werd Kombarov uitgeleend aan Torpedo Moskou.

## Interlandcarrière
Kombarov speelde geen enkele interland voor het Russisch voetbalelftal. Zijn broer Dmitri was actief op het EK 2012 in Polen en Oekraïne. Wel behaalde Kirill negen interlands voor Rusland -21.
2 Reabciuk ·
4 Duarte ·
5 Klassen ·
6 Babić ·
7 Sobolev ·
8 Moses ·
10 Promes ·
13 Lajkin ·
14 Dzjikija  ·
17 Zinkovsky ·
18 Oemjarov ·
19 Medina ·
22 Ignatov ·
23 Tsjernov ·
25 Proetsev ·
35 Martins ·
39 Maslov ·
47 Zobnin ·
57 Selichov ·
68 Litvinov ·
70 Meljosjin ·
77 Bongonda ·
82 Chloesevitsj ·
88 Svinov ·
97 Denisov ·
98 Maksimenko ·
Coach: Abascal